# あきた白神農業協同組合
あきた白神農業協同組合（あきたしらかみのうぎょうきょうどうくみあい）は、秋田県能代市に本店を置く農業協同組合。愛称はJAあきた白神。

## 概要
1998年11月1日、能代市、二ツ井町、藤里町の3農協が合併。あきた白神農業協同組合として発足する。当初、能代山本地区の8農協で広域合併の計画を進めていたが、財務問題が持ち上がり山本町、八竜町、琴丘町、八森町、峰浜村の5農協は合併への参加を見送った。これによって、1999年1月に合併参加を見送った5農協は合併。秋田やまもと農業協同組合（JA秋田やまもと）として発足した。
2009年、秋田県農業協同組合中央会からJA秋田やまもと（あるいは、あきた北央、鷹巣町、あきた北、かづのも含めた統合）との合併が叩き台として提示された。これに則り、JAあきた白神との間で2015年に合併研究会、2017年に合併推進協議会を発足させたが、協議はまとまらず、2018年4月としていた合併時期を延期した。結局、2019年9月に開いた合併推進協議会の常任委員会で合併後の具体的な経営方針が固まらない状況が長引き、「いたずらに時間をかけるべきではない」として、協議会の解散を了承。合併協議は打ち切りとなった。
能代市と藤里町を管轄エリアとする。正組合員戸数は4252 人（2016年3月末現在）。地域の特産農作物はネギ、ミョウガ、ウドなど。近年介護事業としてJAあきた白神ホームヘルプサービスを開始している。

## 沿革
- 1988年9月 - 県北空港建設促進期成同盟会（のちの大館能代空港建設促進期成同盟会[3]）に加盟する。
- 1998年11月1日 - 合併によりあきた白神農業協同組合が発足する。
- 2011年3月 - ホームページをリニューアルする。
- 2020年3月27日 - 能代厚生医療センター出張所の営業を終了。勘定は本店が継承。
- 2022年3月28日 - 本店を能代市富町から同市字一本木に新築移転[4]。移転先近隣に所在したのしろ東支店（同市字機織轌ノ目）は、本店と統合された。